# Metzing
Metzing – miejscowość i gmina we Francji, w regionie Grand Est, w departamencie Mozela.
Według danych na rok 1990 gminę zamieszkiwało 557 osób, a gęstość zaludnienia wynosiła 86 osób/km² (wśród 2335 gmin Lotaryngii Metzing plasuje się na 555. miejscu pod względem liczby ludności, natomiast pod względem powierzchni na miejscu 878.).